# 佐々木高弘
佐々木 高弘（ささき たかひろ、1959年 -　）は、日本の地理学者・民俗学者・文化人類学者。
妖怪研究の第一人者の一人。

## 来歴
兵庫県出身。
1984年に奈良大学文学部を卒業後、大阪大学大学院文学研究科に進み、1988年に博士課程を中退した。
1988年に大阪大学文学部助手となる。1991年に京都文化短期大学専任講師となる。1999年に京都学園大学人間文化学部に移って助教授となり、2004年に同大学大学院人間文化研究科教授に就任した（2015年に人文学部歴史文化学科教授）。2019年京都先端科学大学人文学部教授となる。
この他に国際日本文化研究センター共同研究員を務める。 

## 主著
- 小松和彦 編『記憶する民俗社会』（分担執筆）人文書院、2000年9月
- 『民話の地理学』古今書院、2003年12月
- 小松和彦 編『日本人の異界観:異界の想像力の根源を探る』（分担執筆）せりか書房、2006年10月
- 『怪異の風景学 妖怪文化の民俗地理』古今書院、2009年4月
- 小松和彦 編著『妖怪学の基礎知識』（分担執筆）角川学芸出版〈角川選書487〉、2011年4月
- 『京都妖界案内』大和書房〈だいわ文庫〉、2012年6月
- 『民話の地理学』古今書院〈シリーズ妖怪文化の民俗地理1〉、2014年8月
- 『怪異の風景学』古今書院〈シリーズ妖怪文化の民俗地理2〉、2014年10月
- 『神話の風景』古今書院〈シリーズ妖怪文化の民俗地理3〉、2014年10月
- 『生命としての景観』せりか書房、2019年8月
- 『妖怪がやってくる』岩波書店、2021年7月